# Ryan McBride Brandywell Stadium
El Ryan McBride Brandywell Stadium o simplemente Brandywell es un estadio situado en la ciudad de Derry, también llamada Londonderry, en Irlanda del Norte. Es utilizado como campo de fútbol y para carreras de galgos. El estadio tiene como principal usuario al Derry City FC, club que por motivos políticos desde 1985 compite en la Liga irlandesa de fútbol, la liga de la República de Irlanda.
El estadio se encuentra en la avenida Lone Moor Road, en el vecindario de Bogside muy cercano al Celtic Park principal recinto de deportes gaélicos de la ciudad de Londonderry.
El estadio que data desde 1928, tiene una capacidad para encuentros de liga y copa de 7700 asientos. Para juegos de competiciones europeas la UEFA limita por razones de seguridad la capacidad del estadio a 2900 asientos.
Actualmente existen planes para la construcción de un nuevo estadio que contará con 8000 asientos y se ampliará si es necesario. Los gastos ascienden a aproximadamente 15 millones de libras esterlinas.
En septiembre de 2018, el estadio cambió su nombre a Ryan McBride Brandywell Stadium en honor a Ryan McBride, capitán del club fallecido repentinamente el 19 de marzo de 2017 a los 27 años.